# Wiktor II Amadeusz von Ratibor
Wiktor II Amadeusz von Ratibor (właśc. Viktor II Amadeus, 2. Herzog von Ratibor und 2. Fürst von Corvey, Prinz zu Hohenlohe-Schillingsfürst; ur. 6 września 1847 w Rudach – zm. 9 sierpnia 1923 w Corvey) – książę raciborski.

## Życiorys
Był najstarszym synem księcia Wiktora Maurycego i księżniczki Amalii von Fürstenberg. Naukę rozpoczął w roku 1861 pod kierunkiem ks. Hermana Schaffera, późniejszego proboszcza raciborskiej fary, autora licznych publikacji o historii Raciborza. W 1863 r. wstąpił do gimnazjum w Nysie, gdzie w 1865 r. uzyskał maturę. Następnie pod opieką nauczyciela odbył studia prawnicze w Berlinie, Bonn i Getyndze, gdzie uzyskał dyplom doktora obojga praw. Jesienią 1869 roku wstąpił do pułku huzarów gwardii w Poczdamie, z którym to brał udział w wojnie francusko-pruskiej 1870–1871 roku. Odznaczony został Krzyżem Żelaznym II klasy. Przez trzy lata, począwszy od roku 1873, pracował w Ambasadzie Niemiec w Wiedniu. Od roku 1877 miał prawo noszenia munduru swej jednostki, nie będąc w czynnej służbie wojskowej.
Książę Wiktor był człowiekiem aktywnym. Należał do zakonu rycerzy maltańskich. Posiadał stopień podporucznika a później rotmistrza pułku huzarów. Za dzielność i męstwo w wojnie prusko-francuskiej (1870–1871) odznaczono go Krzyżem Żelaznym. Niedługo potem awansował do stopnia generała majora. Oprócz kariery wojskowej zdecydował się również na dyplomatyczną. Był między innymi członkiem niemieckiej ambasady w Wiedniu. Po śmierci ojca 30 stycznia 1893 r. Wiktor Amadeusz II został księciem raciborskim. W 1913 r. przyznano mu tytuł honorowego obywatela Wrocławia. Podejmował wiele działań na rzecz Górnego Śląska. Był członkiem Rady Powiatu rybnickiego oraz deputowanym do rady powiatów: raciborskiego, gliwickiego i oleskiego. W roku 1891 objął posadę w administracji prowincjonalnej. Od roku 1893 był członkiem sejmiku prowincjonalnego. Od roku 1897 wybierany był na kolejne kadencje przez jego członków na przewodniczącego wspomnianego gremium.
Książę Wiktor II rządził w czasie I wojny światowej, powstań śląskich i plebiscytu. Stan ziemskiego posiadania generalnie się nie zmienił. Rosła jedynie liczba książęcych urzędników. Książę Wiktor w odróżnieniu od swego następcy i najstarszego syna Wiktora III Augusta przejawiał dość znaczną aktywność polityczną, społeczną i gospodarczą. Dzięki małżeństwu książę raciborski pozyskał ogromne majątki ziemskie, lasy i słynne winnice. Książę był dobrym gospodarzem. Podstawą jego gospodarki był przemysł rolno-spożywczy, drzewny i produkcja materiałów budowlanych. Książę Wiktor II zmarł 9 sierpnia 1923 r. w Corvey po 30 latach władania księstwem w wieku 76 lat. 

## Małżeństwo i rodzina
19 czerwca 1877 r. książę ożenił się w Wiedniu z hrabianką Marią, jedynym dzieckiem podkomorzego hr. Augusta von Breuner-Enckevoirtha i hr. Agaty Széchényi von Sárvár-Felsövidék, ur. 23 sierpnia 1856 r. w pałacu Grafenegg, który do dziś stanowi jedną z siedzib księcia raciborskiego. Hrabianka Maria wniosła do małżeństwa ordynację swojego rodu, dlatego edyktem cesarskim nadanym w Wiedniu 22 września 1908 r. książęta raciborscy uzyskali prawo uzupełnienia swojego nazwiska o miano „Breuner-Enckevoirth” oraz włączenia do herbu rodzinnego także herbu tego rodu. Z małżeństwa z Marią miał syna – Wiktora III Augusta (1879-1945) i córkę Agatę (1888–1960), z innego związku syna Johanna.

## Genealogia
| Prapradziadkowie                                            | książę Karl Albrecht I zu Hohenlohe-Waldenburg-Schillingsfürst (1719-1793) ∞1740 księżna Sophie Wilhelmine zu Löwenstein-Wertheim-Rochefort (1721-1749) | ? ∞ ? | książę Christian Albrecht Ludwig zu Hohenlohe-Langenburg (1726-1789) ∞1761 Karoline zu Stolberg-Gedern (1732–1796)           | Johann Christian II zu Solms-Baruth (1733-1800) ∞1767 księżna Friederike Reuss-Köstritz (1748-1798)                          | Karl Borromäus Egon zu Fürstenberg (1729-1787) ∞1753 hrabina Maria Josepha von Sternberg (1735–1803)               | książę Alexander Ferdinand von Thurn und Taxis (1704-1773) ∞1750 księżna Maria Henriette von Fürstenberg (1732-1772) | książę Fryderyk von Baden (1703-1732) ∞1727 księżna Anna Charlotte Amalie z Nassau-Dietz-Orange (1710-1777)               | baron Ludwig Heinrich Philipp Freiherrn Geyer von Geyersber ∞ księżna Maximiliana Christiane von Sponeck                  |
| Pradziadkowie                                               | książę Karl Albrecht II zu Hohenlohe-Waldenburg-Schillingsfürst (1742-1796) ∞1773 Judith Reviczky von Revisnye (1753-1836)                              | książę Karl Albrecht II zu Hohenlohe-Waldenburg-Schillingsfürst (1742-1796) ∞1773 Judith Reviczky von Revisnye (1753-1836)   | książę Karol Ludwig zu Hohenlohe-Langenburg (1762-1825) ∞1787 hrabina Amalia zu Solms-Baruth (1768-1847)                     | książę Karol Ludwig zu Hohenlohe-Langenburg (1762-1825) ∞1787 hrabina Amalia zu Solms-Baruth (1768-1847)                     | Karl Joseph Aloys zu Fürstenberg (1760-1799) ∞ 1790 księżna Elisabetha Alexandrina von Thurn und Taxis (1767-1822) | Karl Joseph Aloys zu Fürstenberg (1760-1799) ∞ 1790 księżna Elisabetha Alexandrina von Thurn und Taxis (1767-1822)   | wielki książę Badenii Karol Fryderyk z Badenii-Durlach (1728-1811) ∞ 1787 Luiza Karolina Geyer von Geyersberg (1768-1820) | wielki książę Badenii Karol Fryderyk z Badenii-Durlach (1728-1811) ∞ 1787 Luiza Karolina Geyer von Geyersberg (1768-1820) |
| Dziadkowie                                                  | książę Franciszek Józef zu Hohenlohe-Schillingsfürst (1787-1841) ∞1815 księżna Konstacja zu Hohenlohe-Langenburg (1792-1847)                            | książę Franciszek Józef zu Hohenlohe-Schillingsfürst (1787-1841) ∞1815 księżna Konstacja zu Hohenlohe-Langenburg (1792-1847) | książę Franciszek Józef zu Hohenlohe-Schillingsfürst (1787-1841) ∞1815 księżna Konstacja zu Hohenlohe-Langenburg (1792-1847) | książę Franciszek Józef zu Hohenlohe-Schillingsfürst (1787-1841) ∞1815 księżna Konstacja zu Hohenlohe-Langenburg (1792-1847) | książę Karol Egon II zu Fürstenberg (1796-1854) ∞1818 księżna Amalie von Baden (1795-1869)                         | książę Karol Egon II zu Fürstenberg (1796-1854) ∞1818 księżna Amalie von Baden (1795-1869)                           | książę Karol Egon II zu Fürstenberg (1796-1854) ∞1818 księżna Amalie von Baden (1795-1869)                                | książę Karol Egon II zu Fürstenberg (1796-1854) ∞1818 księżna Amalie von Baden (1795-1869)                                |
| Rodzice                                                     | książę von Ratibor i Corvey Wiktor I Maurycy (1818-1893) ∞1845 Amelia zu Fürstenberg (1821–1899)                                                        | książę von Ratibor i Corvey Wiktor I Maurycy (1818-1893) ∞1845 Amelia zu Fürstenberg (1821–1899)                             | książę von Ratibor i Corvey Wiktor I Maurycy (1818-1893) ∞1845 Amelia zu Fürstenberg (1821–1899)                             | książę von Ratibor i Corvey Wiktor I Maurycy (1818-1893) ∞1845 Amelia zu Fürstenberg (1821–1899)                             | książę von Ratibor i Corvey Wiktor I Maurycy (1818-1893) ∞1845 Amelia zu Fürstenberg (1821–1899)                   | książę von Ratibor i Corvey Wiktor I Maurycy (1818-1893) ∞1845 Amelia zu Fürstenberg (1821–1899)                     | książę von Ratibor i Corvey Wiktor I Maurycy (1818-1893) ∞1845 Amelia zu Fürstenberg (1821–1899)                          | książę von Ratibor i Corvey Wiktor I Maurycy (1818-1893) ∞1845 Amelia zu Fürstenberg (1821–1899)                          |
| Wiktor II Amadeusz (1847–1923), książę von Ratibor i Corvey | | | | | | | | |

## Odznaczenia
Odznaczenia księcia raciborskiego to między innymi:
- Order Orła Czarnego z łańcuchem (Prusy)
- Order Królewski Korony I klasy (Prusy)
- Krzyż Żelazny II klasy (Prusy)
- Medal Czerwonego Krzyża III klasy (Prusy)
- Krzyż Zasługi I klasy Orderu Hohenzollernów ordynku książęcego (Prusy)
- Order Wierności (Badenia)
- Order Bertholda I (Badenia)
- Kawaler I klasy Orderu Lwa Zeryngeńskiego z mieczami i liśćmi dębu (Badenia)
- Krzyż Wielki Orderu Alberta z gwiazdą (Saksonia)
- Krzyż Wielki Orderu Sokoła Białego (Saksonia-Weimar)
- Krzyż Wielki Orderu Ernestyńskiego (Saksonia)
- Medal Zasługi Wojskowej (Schaumburg-Lippe)
- Krzyż Wielki Orderu Świętego Jana Jerozolimskiego (Zakon Maltański)
- Komandor Orderu Franciszka Józefa (Austro-Węgry)
- Krzyż Wielki Orderu Lwa i Słońca (Persja)
- Komandor Krzyża Wielkiego Orderu Gwiazdy Polarnej (Szwecja)